# Every Man
"Every Man" é uma canção gravada pela banda Casting Crowns.
É o segundo single do terceiro álbum de estúdio lançado a 28 de agosto de 2007, The Altar and the Door.

## Desempenho nas paradas musicais
| Parada musical (2008)            | Posição |
| -------------------------------- | ------- |
| Estados Unidos - Christian Songs | 2       |